# Сегура
Сегу́ра (ісп. Segura, МФА: [se̞ɣ̞uɾa]; валенс. Segura МФА: [seɣ̞uɾa]; лат. Thader) — найбільша річка на південному сході Іспанії.

## Загальні дані
Довжина річки — 325 км, площа басейну — 19 525 км². 
Різниця у витратах води в різних місцевостях наведено у Таблиці:
| Місцевість            | Витрати води |
| --------------------- | ------------ |
| Сенахо                | 17,1 м³/с    |
| С'єса                 | 26,3 м³/с    |
| Оріуела               | 5 м³/с       |
| Гвардамар-дель-Сегура | 1 м³/с       |

Головні притоки: Мундо, Аль-Арабе, Мула, Сангонера, Бенамор і Гуадалентін.
Живлення — переважно дощове.

## Географія і клімат протікання

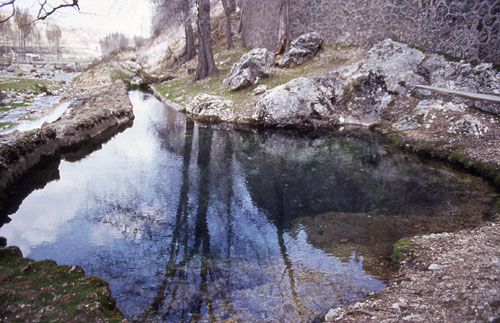
Витік Сегури

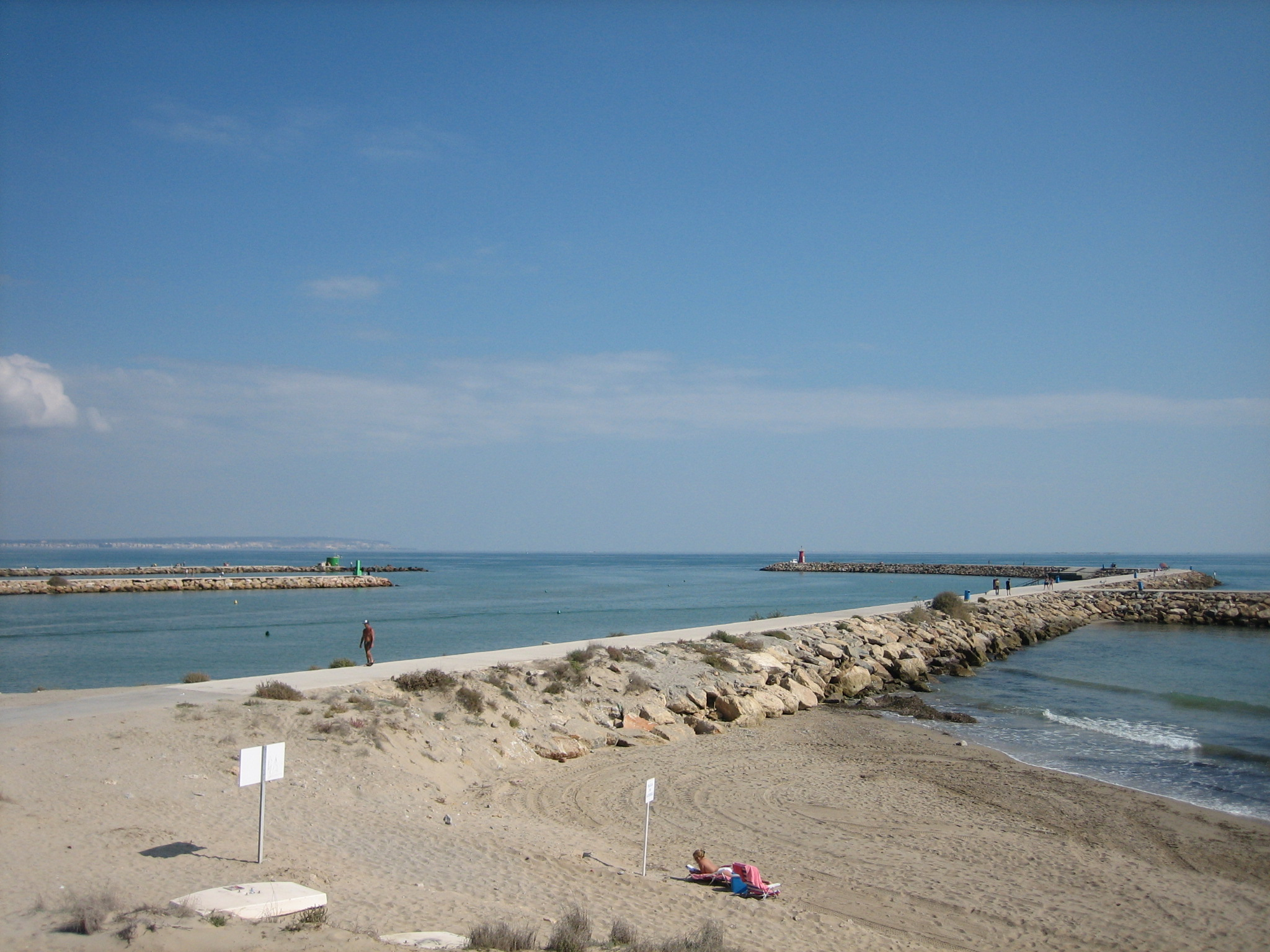
Гирло Сегури

Сегура бере початок в провінції Хаен біля містечка Сантьяго-Понтонес, далі протікає повз міста́ Каласпарра, С'єса, Мурсія, Оріуела,  Рохалес і впадає в Середземне море біля мі́ста Гвардамар-дель-Сегура в провінції Аліканте. 
Сегура пересихає у верхів'ї, однак час від часу внаслідок злив на річці відбуваються паводки (з періодичністю в 6-9 років, майже завжди восени). У ХХ столітті великі повені відбувалися в 1946, 1948, 1973, 1982, 1987 і 1989 роках (див. Таблицю). 
| Дата               | Мурсія     | Оріуела    |
| ------------------ | ---------- | ---------- |
| жовтень 1651 року  | 1.700 м³/с |            |
| жовтень 1834 року  | 1.000 м³/с |            |
| жовтень 1879 року  | 1.890 м³/с |            |
| квітень 1946 року  | 1.187 м³/с | 1.138 м³/с |
| жовтень 1948 року  | 934 м³/с   | 1.172 м³/с |
| листопад 1987 року |            | 1.000 м³/с |

## Використання річки

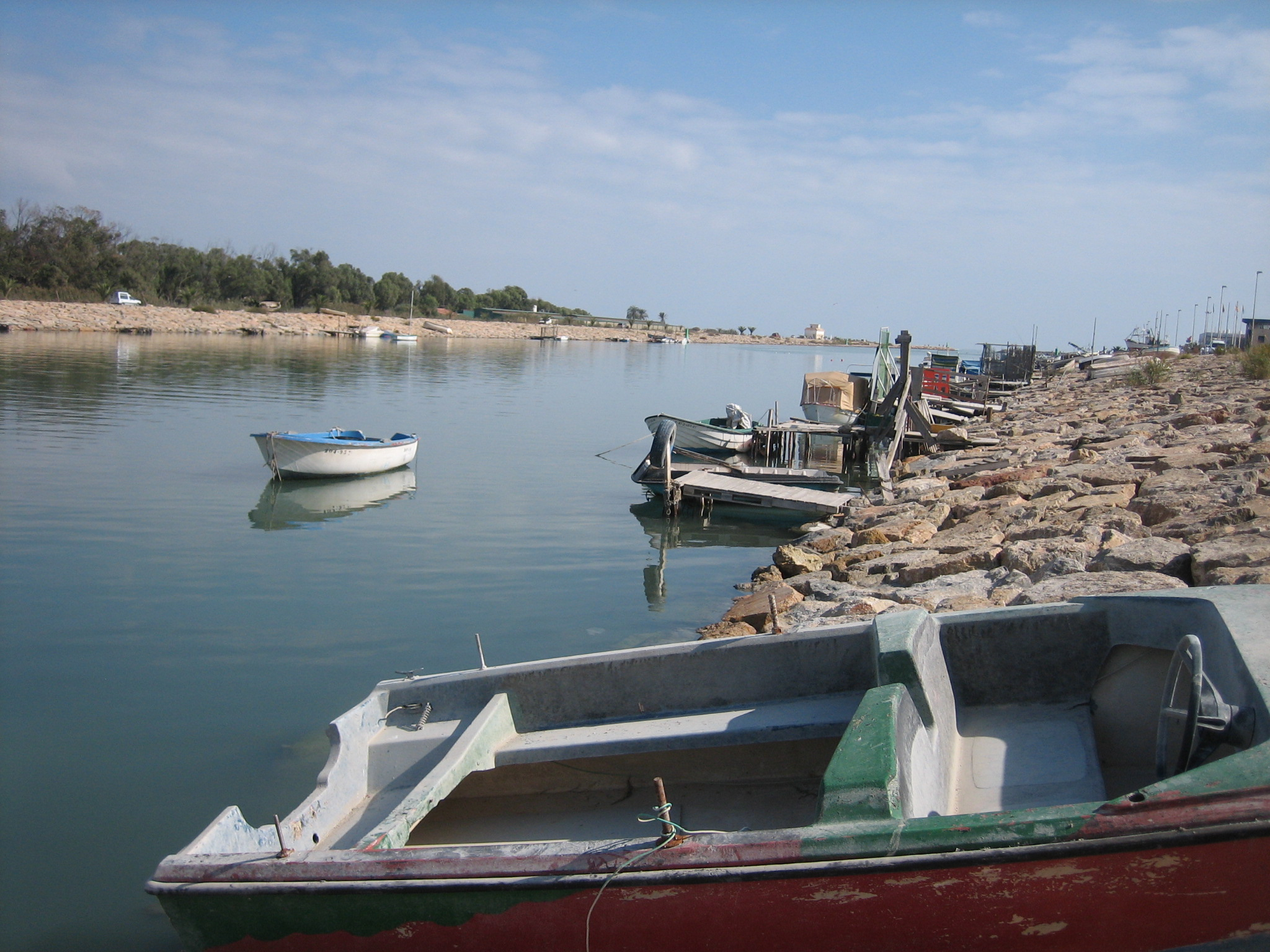
Рибальські човни біля Гвардамару

Сегура є найбільшою водною артерією південного сходу Іспанії, в цілому посушливого, що зумовлює широке використання її вод для зрошування. Також розвинутим є рибальство.  
Алювіальна рівнина Сегури називається Вега-дель-Сегура — це родючий сільськогосподарський район, де вирощують різноманітні культури — зернові, овочі, фрукти і квіти. Вегас (долини ісп. vega) поділяються на три ділянки: Альта («Верхня»), Медіа («Середня») і Баха («Нижня»).
Ще у середині XX століття Сегура вважалася однією з найзабрудненіших річок у Західній Європі, але завдяки заходам з очищення (введення в експлуатацію водостічних систем) і організації управління річковими ресурсами з середини 1980-х років становище із забрудненістю Сегури істотно покращилося.
Починаючи з 1990 року в пониззі річки було прорито канали, що зрізали злучини і таким чином покращили відведення повенневих вод. Саме у вересні 1997 та жовтні 2000 років, коли зливи викликали значне підвищення рівня води, було з успіхом опробовано новий канал.